# The Simpsons (6.ª temporada)
A sexta temporada de The Simpsons, foi exibido originalmente entre 4 de setembro de 1994 e 21 de maio de 1995. Os dois primeiros episódios, "Bart of Darkness" e "Lisa's Rival", foram detidos durante da temporada anterior, a produção foi atrasada por causa do terremoto de Northridge, em 1994. O corretor do show para a temporada foi David Mirkin. O episódio "A Star is Burns" causou alguma controvérsia entre os funcionários com Matt Groening removendo seu nome dos créditos do episódio como ele a via como a publicidade descarada de The Critic, que foi ao ar no momento. A FOX mudou "Os Simpsons" de volta ao seu horário original na noite de domingo, depois de ter exibido às quintas-feiras nos últimos três temporadas. Manteve-se neste slot desde os dias de hoje.
A sexta temporada ganhou um Prêmio Emmy e recebeu três indicações adicionais. "Lisa's Wedding" ganhou o Emmy para "Melhor Programa Animado" (para a programação uma hora ou menos). Alf Clausen recebeu uma indicação na categoria "Melhor Composição Individual Musical de Série" para "Treehouse of Horror V", enquanto ele e John Swartzwelder foram nomeados para "Melhor Realização Individual em Música e Letras"para a música "We Do" no episódio "Homer, o Grande". Finalmente, "Bart contra a Austrália" foi nomeado para "Melhor Realização individual em Mixagem de Som para uma Série de Comédia ou um especial".
A Sexta Temporada Completa em DVD foi lançado nos Estados Unidos em 16 de agosto de 2005, 24 de Setembro de 2005 no Reino Unido e 17 de outubro de 2005 na Austrália. O conjunto apresentava um plástico "clam-shell" design Homer-cabeça e recebeu muitas queixas. Nos Estados Unidos, o conjunto continha um pedaço de papel informando compradores como pedido alternativo de embalagens - que consistia de um caso de manga em um estilo semelhante ao desenho padrão da caixa - para apenas uma taxa de transporte e manuseio.

## Produção
David Mirkin serviu como produtor executivo para a temporada, tendo trabalhado na mesma capacidade na temporada anterior. Devido à demanda da Fox de 25 episódios para a temporada, levou os escritores a sentirem que era impossível de alcançar esta demanda, então Mike Reiss e Al Jean voltaram a produzir dois episódios ("A Star is Burns" e "Springfield Round"). David Cohen Jonathan Collier, Jennifer Crittenden, Brent Forrester, Ken Keeler, Bob Kushell, David Sacks, Mike Scully, Joshua Sternin, e Jeffrey Ventimilia todos receberam créditos nos primeiros episódios. Steven Dean Moore e Swinton O. Scott III receberam seus créditos como diretor. Outros escritores incluídos foram Greg Daniels, Dan McGrath, Bill Oakley, John Swartzwelder, Jon Vitti e Josh Weinstein, Bob Anderson, Wes Archer, Susie Dietter, Mark Kirkland, Jeffrey Lynch, Jim Reardon e David Silverman.
Os dois primeiros episódios da temporada, "Bart of Darkness" e "Lisa's Rival", foram realizadas ao longo da temporada anterior, a produção foi atrasada por causa do terremoto de Northridge em 1994. A Star Is Burns causou alguma controvérsia entre o pessoal do show com o criador da série Matt Groening, que removeu seu nome dos créditos do episódio. O episódio final da temporada Who Shot Mr. Burns? (que foi ao ar em duas partes; a segunda parte estreiou na temporada seguinte) veio a partir de Groening, que queria fazer um episódio em que o Sr. Burns fosse baleado, o que poderia ser usado como um golpe publicitário. Os escritores decidiram escrever o episódio em duas partes com um mistério que poderia ser usado em uma competição. Era importante para eles projetarem um mistério que havia indícios, que se aproveitou da tecnologia imagem congelada, e foi estruturada em torno de um personagem que parecia um culpado óbvio.

## Episódios
| Número    | Transmissão original    | Código | Título em português                     | Título em inglês             |
| --------- | ----------------------- | ------ | --------------------------------------- | ---------------------------- |
| 104 - 601 | 4 de setembro de 1994   | 1F22   | Um Bart na Escuridão                    | Bart of Darkness             |
| 105 - 602 | 11 de setembro de 1994  | 1F17   | Rival de Lisa                           | Lisa's Rival                 |
| 106 - 603 | 25 de setembro de 1994  | 2F33   | Mais um show dos Simpsons               | Another Simpsons Clip Show   |
| 107 - 604 | 2 de outubro de 1994    | 2F01   | O mundo de Comichão e Coçadinha         | Itchy & Scratchy Land        |
| 108 - 605 | 9 de outubro de 1994    | 2F02   | As trapaças eleitorais de Bob           | Sideshow Bob Roberts         |
| 109 - 606 | 30 de outubro de 1994   | 2F03   | A casa da árvore dos horrores V         | Treehouse of Horror V        |
| 110 - 607 | 6 de novembro de 1994   | 2F04   | A Namoradinha de Bart                   | Bart's Girlfriend            |
| 111 - 608 | 13 de novembro de 1994  | 2F05   | Lisa no hóquei                          | Lisa on Ice                  |
| 112 - 609 | 27 de novembro de 1994  | 2F06   | Tarado Homer                            | Homer Badman                 |
| 113 - 610 | 4 de dezembro de 1994   | 2F07   | Vovô e a disfunção sexual               | Grampa vs. Sexual Inadequacy |
| 114 - 611 | 18 de dezembro de 1994  | 2F08   | Medo de voar                            | Fear of Flying               |
| 115 - 612 | 8 de janeiro de 1995    | 2F09   | Homer, o grande                         | Homer the Great              |
| 116 - 613 | 22 de janeiro de 1995   | 2F10   | E com Maggie já são três                | And Maggie Makes Three       |
| 117 - 614 | 5 de fevereiro de 1995  | 2F11   | O cometa Bart                           | Bart's Comet                 |
| 118 - 615 | 12 de fevereiro de 1995 | 2F12   | Homie, o palhaço                        | Homie the Clown              |
| 119 - 616 | 19 de fevereiro de 1995 | 2F13   | Bart vs. Austrália                      | Bart vs. Australia           |
| 120 - 617 | 26 de fevereiro de 1995 | 2F14   | Homer contra as cunhadas                | Homer vs. Patty & Selma      |
| 121 - 618 | 5 de março de 1995      | 2F31   | Nasce um Burns                          | A Star Is Burns              |
| 122 - 619 | 19 de março de 1995     | 2F15   | O casamento de Lisa                     | Lisa's Wedding               |
| 123 - 620 | 9 de abril de 1995      | 2F18   | Vinte e cinco cachorrinhos              | Two Dozen and One Greyhounds |
| 124 - 621 | 16 de abril de 1995     | 2F19   | A associação de pais e mestres de banda | The PTA Disbands             |
| 125 - 622 | 30 de abril de 1995     | 2F32   | A volta de Springfield                  | Round Springfield            |
| 126 - 623 | 7 de maio de 1995       | 2F21   | Operação Springfield                    | The Springfield Connection   |
| 127 - 624 | 14 de maio de 1995      | 2F22   | O Limoeiro de Troia                     | Lemon of Troy                |
| 128 - 625 | 21 de maio de 1995      | 2F16   | Quem matou o Sr. Burns? - Parte 1       | Who Shot Mr. Burns? Part 1   |

## Lançamento em DVD
O box de DVD para seis temporadas foi lançado pela 20th Century Fox nos Estados Unidos e no Canadá em 16 de agosto de 2005, 10 anos após ter completado transmitido na televisão. Assim como cada episódio da temporada, o lançamento do DVD de material de bônus características incluindo cenas deletadas, animatics e comentários para cada episódio. Os menus seguem o mesmo formato tal como na temporada anterior. A embalagem foi alterada a partir do projeto da caixa padrão, utilizado nas últimos cinco temporadas, com um design em concha de plástico em forma da cabeça de Homer. Depois de muitos fãs reclamaram da mudança de formato, uma caixa padrão foi produzida, com um "Quem Matou o Sr. Burns?" tema. A temporada não foi oferecida para venda a retalho na América do Norte na caixa padrão, mas as pessoas que tinham comprado o projeto da cabeça e preferiu a alternativa foi oferecida a caixa padrão gratuitamente. No Reino Unido, o Homer embalagem de cabeça foi lançado como um item de edição limitada, com apenas 50 mil cópias com o projeto. Todas as outras cópias usado o formato padrão da caixa [35]. As próximas quatro temporadas foram posteriormente liberados no padrão e uma embalagem em forma de cabeça na América do Norte, bem como no exterior.
| A Sexta Temporada completa | | | |
| Detalhes Definidos | Detalhes Definidos | Detalhes Definidos | Características especiais |
| - 25 episódios - 4-discos - 1.33:1 proporção - Línguas: - Inglês (Dolby Digital 5.1, with subtitles) - Espanhol (Dolby Digital 2.0 Stereo, with subtitles) - Francês (Dolby Digital 2.0 Stereo) | - 25 episódios - 4-discos - 1.33:1 proporção - Línguas: - Inglês (Dolby Digital 5.1, with subtitles) - Espanhol (Dolby Digital 2.0 Stereo, with subtitles) - Francês (Dolby Digital 2.0 Stereo) | - 25 episódios - 4-discos - 1.33:1 proporção - Línguas: - Inglês (Dolby Digital 5.1, with subtitles) - Espanhol (Dolby Digital 2.0 Stereo, with subtitles) - Francês (Dolby Digital 2.0 Stereo) | - Comentários opcionais para todos os 25 episódios - Introdução de Matt Groening - Animações - Comentários ilustrados - 58 Cenas Excluídas com comentário opcional - Galeria de fotos - "Quem Matou o Sr. Burns? Parte 1" Perfis dos Suspeitos - Publicidade - Especial de TV - "Quem Matou o Sr. Burns? Parte 1" - Featurette - O plano dos Simpsons - Introdução com James L. Brooks |
| Release Dates | | | - Comentários opcionais para todos os 25 episódios - Introdução de Matt Groening - Animações - Comentários ilustrados - 58 Cenas Excluídas com comentário opcional - Galeria de fotos - "Quem Matou o Sr. Burns? Parte 1" Perfis dos Suspeitos - Publicidade - Especial de TV - "Quem Matou o Sr. Burns? Parte 1" - Featurette - O plano dos Simpsons - Introdução com James L. Brooks |
| Região 1 | Reino Unido | Austrália | - Comentários opcionais para todos os 25 episódios - Introdução de Matt Groening - Animações - Comentários ilustrados - 58 Cenas Excluídas com comentário opcional - Galeria de fotos - "Quem Matou o Sr. Burns? Parte 1" Perfis dos Suspeitos - Publicidade - Especial de TV - "Quem Matou o Sr. Burns? Parte 1" - Featurette - O plano dos Simpsons - Introdução com James L. Brooks |
| 16 de Agosto de 2005 | 17 de Outubro de 2005 | 24 de Setembro de 2005 | - Comentários opcionais para todos os 25 episódios - Introdução de Matt Groening - Animações - Comentários ilustrados - 58 Cenas Excluídas com comentário opcional - Galeria de fotos - "Quem Matou o Sr. Burns? Parte 1" Perfis dos Suspeitos - Publicidade - Especial de TV - "Quem Matou o Sr. Burns? Parte 1" - Featurette - O plano dos Simpsons - Introdução com James L. Brooks |